# Шарлота София фон Анхалт-Бернбург
Шарлота София фон Анхалт-Бернбург (на немски: Charlotte Sophie von Anhalt-Bernburg; * 21 май 1696 в Бернбург; † 22 юли 1762 в Зондерсхаузен) е принцеса от Анхалт-Бернбург и чрез женитба княгиня на Шварцбург-Зондерсхаузен.
Тя е втората дъщеря на княз Карл Фридрих фон Анхалт-Бернбург (1668 – 1721) и съпругата му София Албертина фон Золмс-Зоненвалде (1672 – 1708), дъщеря на граф Георг Фридрих фон Золмс-Зоненвалде (1626 – 1688) и на принцеса Анна София фон Анхалт-Бернбург (1640 – 1704). Сестра ѝ Елизабет Албертина (1693 – 1774) се омъжва 1712 г. за княз Гюнтер XLIII фон Шварцбург-Зондерсхаузен (1678 – 1740), полубрат на бъдещия ѝ съпруг Август I.

## Фамилия
Шарлота София се омъжва в Бернбург на 19 юли 1721 г. за принц Август I фон Шварцбург-Зондерсхаузен (1691 – 1750), третият син на княз Христиан Вилхелм фон Шварцбург-Зондерсхаузен и втората му съпруга Вилхелмина Христина (1658 – 1712), дъщеря на херцог Йохан Ернст II фон Саксония-Ваймар. Той получава дворец Ебелебен. Те имат децата:
- Фридерика Августа (1723 – 1725)
- Шарлота (1732 – 1774), омъжена в Ебелебен на 30 юни 1754 г. за граф Хайнрих Густав фон Райхенбах-Гошюц (1731 – 1790)
- Христиан Вилхелм (1734 – 1737)
- Христиан Гюнтер III (1736 – 1794), княз на Шварцбург-Ебелебен (1750 – 1758), княз на Шварцбург-Зондерсхаузен 1758, граф на Хонщайн, господар на Зондерсхаузен, Арнщат и Лойтенберг 1758, женен в Бернбург на 4 февруари 1760 г. за принцеса Шарлота Вилхелмина фон Анхалт-Бернбург (1737 – 1777), дъщеря на княз Виктор Фридрих фон Анхалт-Бернбург
- Йохан Гюнтер IV (1737 – 1738)
- Август II (1738 – 1806), княз на Шварцбург-Ебелебен 1758, женен в Бернбург на 27 април 1762 г. за принцеса Христина фон Анхалт-Бернбург (1746 – 1823), дъщеря на княз Виктор Фридрих фон Анхалт-Бернбург